# Chalicodoma
Chalicodoma é um género de insecto da família Megachilidae.
Este género contém a seguinte espécie:
- Chalicodoma pluto